# 拉夫·德帕格特
拉夫·德帕格特（荷蘭語：Ralf de Pagter；1989年7月22日—），荷蘭籃球運動員。他現在效力於荷蘭聯賽球隊EBBC。他在場上的位置是大前鋒。他也代表荷蘭國家男子籃球隊參賽。